# Xylocopa lundqvisti
Xylocopa lundqvisti är en biart som beskrevs av Maurits Anne Lieftinck 1957. Xylocopa lundqvisti ingår i släktet snickarbin, och familjen långtungebin. Inga underarter finns listade i Catalogue of Life.